# (3747) Belinskij
(3747) Belinskij est un astéroïde de la ceinture principale.

## Description
(3747) Belinskij est un astéroïde de la ceinture principale. Il fut découvert le 5 novembre 1975 à Nauchnyj par Lioudmila Tchernykh. Il fut nommé en honneur de Vissarion Belinski. Il présente une orbite caractérisée par un demi-grand axe de 3,19 UA, une excentricité de 0,12 et une inclinaison de 24,4° par rapport à l'écliptique.

## Compléments